# Société de la lumière intérieure
La Société de la Lumière Intérieure est une organisation qui se dédie à la pratique de la magie et à l'ésotérisme fondée à l'origine sous le nom de Fraternité de la Lumière Intérieure par Dion Fortune en 1924. Elle opère depuis Londres et accepte des élèves à qui elle propose des cours par correspondance.

## Histoire
En 1922, après une dispute avec Moina Mathers mais avec l'accord de celle-ci, Dion Fortune quitte l'organisation occulte de l'Alpha et Omega dirigée par Moina pour former sa propre organisation dérivée. Ce départ a indirectement attiré de nouveaux membres à l'Alpha et Omega.

## Enseignements
Fortune fournissait à ses adeptes une formation préliminaire au moyen de cours par correspondance, à la fin desquels les aspirants étaient initiés aux Petits Mystères, puis aux Grands Mystères. Ces petits mystères étaient à peu près équivalents aux rituels de l'Ordre hermétique de l'Aube Dorée, et les plus grands mystères correspondaient à ceux de l'ancien Ordre Intérieur des Rosae Rubae et Aureae Crucis ("Rose Rubis et Croix d'Or", ou RR et AC). 
Au cours de ses premières années, la Fraternité de la Lumière Intérieure a réutilisé de nombreux rituels d'initiation de l'Aube Dorée qui, comme le note Francis King, entretenaient une « relation semi-amicale » avec la société de la Stella Matutina issu du même ordre. Cependant, au cours du temps, la Fraternité introduit des modifications qui conduiront à transformer les cérémonies bien que les principes soient restés les mêmes.

## Voir également
- Lumière divine
- Margaret Lumley Brown
- Israël Regardie
- Chefs secrets

## Remarques
1. ↑  King 1989, p. 144.
2. ↑  Richardson 1991, p. 117.
3. ↑  Knight 2000, p. 138-139.
4. ↑  King 1989, p. 143.
5. ↑  King 1989, p. 156.
6. ↑  King 1989, p. 157.